# Boulevard d'Alsace-Lorraine (Le Perreux-sur-Marne)
Pour les articles homonymes, voir Boulevard Alsace-Lorraine.
Le boulevard d'Alsace-Lorraine est une voie de communication de la ville du Perreux-sur-Marne.

## Situation et accès
Commençant son parcours au niveau du pont de la ligne de Paris-Est à Mulhouse-Ville et passant au-dessus du tunnel de Nogent-sur-Marne, le boulevard d'Alsace-Lorraine suit tout d'abord la route départementale 86, puis, au rond-point du Général-Leclerc (anciennement rond-point de Plaisance), prend le tracé de la route nationale 34. Il se termine à la limite de Neuilly-Plaisance dans l'axe du boulevard Gallieni (anciennement boulevard de la Marne).
Il est desservi par la gare de Neuilly-Plaisance.

## Origine du nom

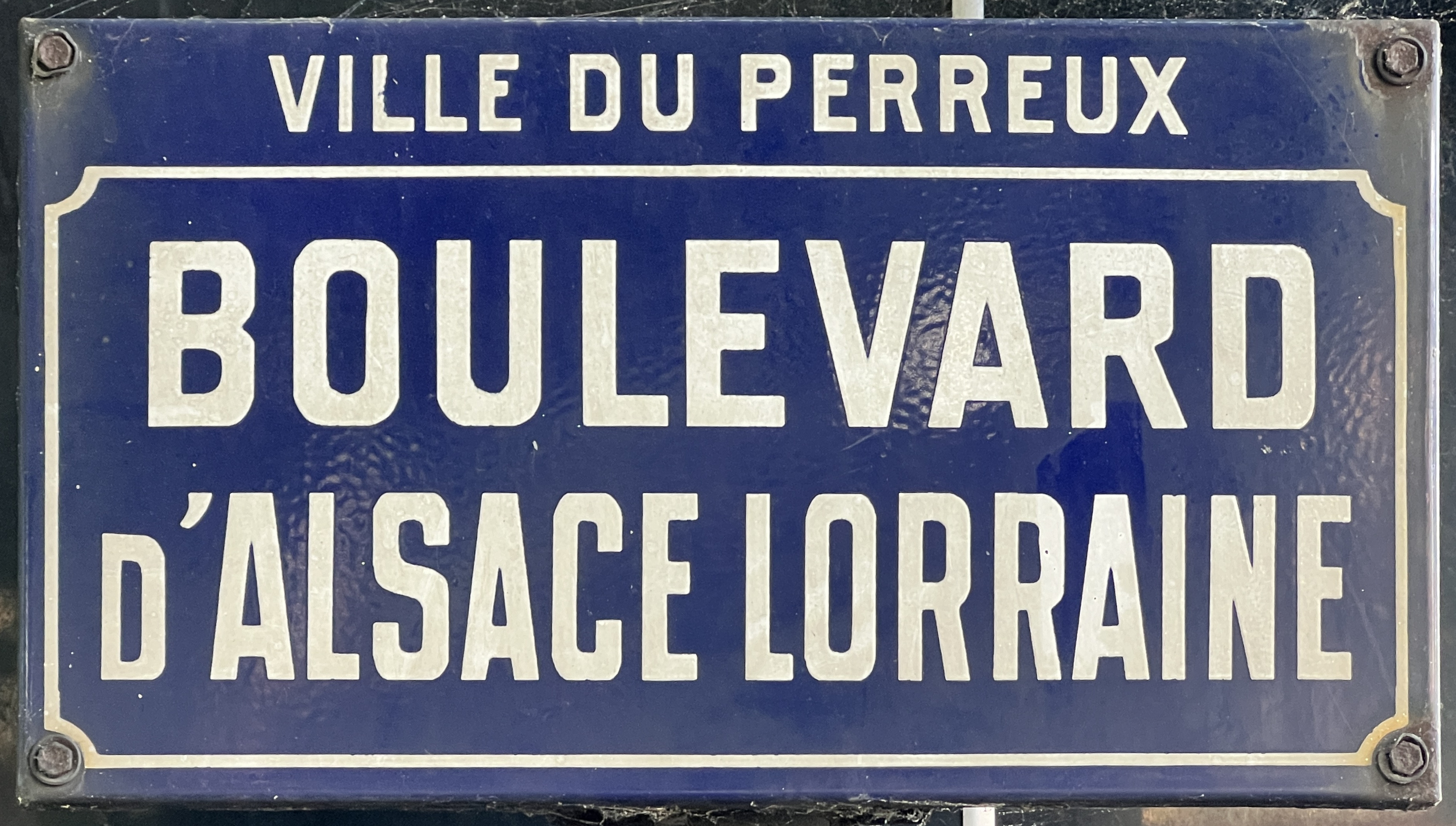
Boulevard d'Alsace-Lorraine, 2024.

Le nom de ce boulevard est un hommage rendu à l'Alsace-Lorraine, cédée par la France à l'Empire allemand en application du traité de Francfort, signé le 10 mai 1871, puis rendu à la France par le traité de Versailles en 1919.

## Historique

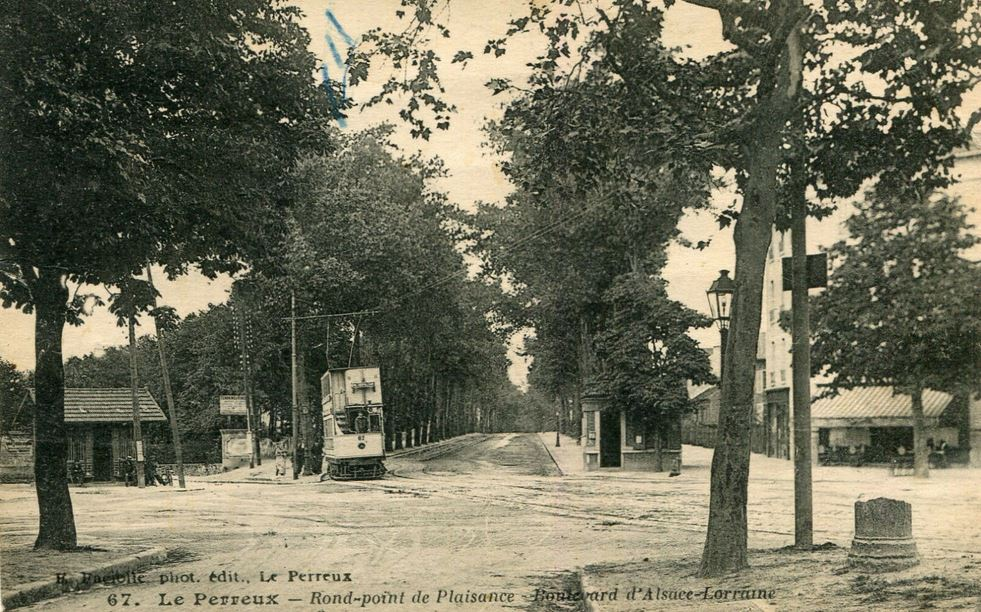
Rond-point de Plaisance et boulevard d'Alsace-Lorraine, vers 1900.

Le boulevard d'Alsace-Lorraine faisait autrefois partie de la route de Paris à Lagny.
Le 25 août 1944, l'équipage d'un fourgon de sapeurs-pompiers intervenant sur un feu à l’épicerie Le Familistère, située au no 152 du boulevard, fut pris dans le combat de FFI et d'une compagnie motorisée de SS en retraite. Deux hommes furent blessés et dix autres déportés. Cinq moururent en déportation ou furent abattus,.

## Bâtiments remarquables et lieux de mémoire
- Cimetière de Nogent-sur-Marne.
- Anciennes halles du Perreux-sur-Marne.